# バーチャルワークプレイス
バーチャルワークプレイス (英：Virtual workplace) は、仮想空間に設けられたワークプレイス である。 これは所謂、地理的な境界に関係しない、テクノロジー（プライベートネットワーク、またはインターネット）で接続された、複数のワークプレイスのネットワークである。 したがって、従業員はどこにいても共同作業環境の中で対話することができる。 バーチャルワークプレイスは、ハードウェア、人、およびオンラインプロセスを統合する。

## 歴史
情報技術が組織の日常業務においてより大きな役割を果たし始めると、部屋、キュービクル、およびオフィスビルの従来のワークプレイスを増強または代替するものとして、バーチャルワークプレイスが開発された。

## 種類
バーチャルワークプレイスは、チームの協力を促進するために、既存のテクノロジーをどのように適用するかによって異なる。
1. リモートワーク: インターネットなどの通信技術を利用してオフサイトで作業すること。
2. ホットデスキング（英語版）: 従業員は個別のデスクを持っているのではなく、インターネット、電子メール、コンピューター ネットワーク ファイルなどのテクノロジ サービスにアクセスできるデスクに、日々割り当てられる。これは「ホテリング（英語版）」に似ている。従業員は、会社のオフィスよりもクライアントのオフィスで過ごす時間が長いことを理解しており、常設のデスクが割り当てられていない。
3. バーチャルチーム（英語版）: 従業員は、現実的には世界のさまざまな場所にいるにもかかわらず、緊密に連携し、定期的に連絡を取り合うことで協力する。
4. 遠隔会議: 互いに離れた場所にいる複数の人々の間で行われるリアルな意見交換。

## 追加カテゴリ (英語)
- en:Category:Workplace
- en:Category:Telecommuting